# Merete Van Kamp
Merete Van Kamp (* 17. November 1961 in Kolding, Dänemark) ist eine dänische Schauspielerin.
Die Tochter von Kai und Selma Kamp begann ihre Karriere in Dänemark als Model. 1983 gab sie in den Vereinigten Staaten ihr Filmdebüt mit Das Osterman Weekend. Von 1985 bis 1986 spielte die Schauspielerin in der US-Serie Dallas die Grace Van Owen. In der Fernsehserie Hotel spielte sie die Rolle der Devon Sloan.

## Filmografie

### Kino
- 1983: Das Osterman Weekend (The Osterman Weekend)
- 1986: Mission Cobra (Mission Kill)
- 1988: Man(n) hat’s nicht leicht (You Can’t Hurry Love)
- 1989: Insel der schwarzen Witwen (Lethal Woman)
- 1997: Poison Ivy III – Sex, Lügen, Rache (Poison Ivy: The New Seduction)
- 2007: Næste skridt
- 2008: Craig
- 2010: Westbrick Murders – Ihr werdet sühnen (Westbrick Murders)
- 2014: The Will

### Fernsehen
- 1983: Princess Daisy (Fernsehfilm)
- 1984: Remington Steele (Fernsehserie, 1 Episode)
- 1985–1986: Dallas (Fernsehserie, 17 Episoden)
- 1988: Hotel (Fernsehserie, 2 Episoden)
- 2010: De 7 drab (Fernsehserie, 1 Episode)
- 2012: Lykke (Fernsehserie, 1 Episode)